# سلالة سينا
كانت إمبراطورية سينا سلالة هندوسية خلال أوائل فترة العصور الوسطى في شبه القارة الهندية، التي حكمت من البنغال خلال القرنين الحادي عشر والثاني عشر. غطت الإمبراطورية في ذروتها جزءًا كبيرًا من المنطقة الشمالية الشرقية من شبه القارة الهندية. كانوا براهمة من الناحية الطبقية وكشاتريا من الناحية المهنة. يعود أصل حكام سلالة سينا إلى منطقة كارناتاكا في جنوب الهند.
كان مؤسس السلالة يُدعى سامانتا سينا. بعده جاء هيمانتا سينا الذي اغتصب السلطة ونصب نفسه ملكًا عام 1095 ميلادي. ساعد خليفته فيجايا سينا (حكم من 1096 ميلادي إلى 1159 ميلادي) في وضع دعائم السلالة، وحكم طويلًا بشكل غير عادي لأكثر من 60 عامًا. غزا بالالا سينا مدينة غور من بالا، وأصبح حاكم دلتا البنغال، وجعل من نابادويب العاصمة أيضًا. تزوج بالالا سينا من راماديفي أميرة إمبراطورية تشالوكيا الغربية ما يشير إلى أن حكام سينا حافظوا على اتصال اجتماعي ووثيق مع جنوب الهند. خلف لاكشمانا سينا بالالا سينا في عام 1179، وحكم البنغال لما يقارب 20 عامًا، ووسع إمبراطورية سينا إلى أوديشا، وبيهار، وربما إلى فاراناسي. في 1203-1204 بعد الميلاد هاجم بختيار الخلجي، وهو جنرال تابع لسلطنة دلهي، واستولى على العاصمة نابادويب. فر لاكشمان سين إلى بيكرامبور في شرق البنغال، وهي منطقة بقيت أجزاء منها تحت سيطرة سينا لبضع سنوات أخرى حتى هزيمتهم الكاملة.

## النقوش
عُثر على كليشيه نحاسية في أديلبور أو إديلبور بارجانا في ناحية فريدبور في عام 1838 ميلادي، حصلت عليها الجمعية الآسيوية في البنغال، ولكن الآن الكليشيه النحاسية مفقودة من المجموعة. نشر سرد للكليشيه النحاسية في مجلة داكا ريفيو وإدغرافيك إنديكا. كُتب النقش النحاسي باللغة السنسكريتية وبحروف غاندا، ويعود تاريخها للغيايستا الثالثة في 1136 سامفال، أو 1079 ميلادي. في إجراءات الجمعية الآسيوية في يناير 1838، تروي قصة الكليشيه النحاسية أن ثلاث قرى أُعطيت لبراهمان في السنة الثالثة من كيشافا سينا. ومنحت الحقوق لمالكي الأراضي، الذين حصلوا على سلطة معاقبة السونداربانس، وهي قبيلة تعيش في الغابة. مُنحت الأرض في قرية ليليا في ماندالا كوماراتالاكا، التي تقع في شاتاتا بادامافاتي فيسيا. تشير كليشيه النحاس من أيام كيشافا سينا أن الملك فالالا سينا حُمل بعيدا، من قبل الأعداء، آلهة الثروة. ويُذكر أيضًا أن ابن فالالا سينا، لاكشمانا سينا (1179-1205)، أقام أعمدة النصر ومواقع للتضحية في فاراناسي، الله أباد، وساحل أدون في البحر الجنوبي. تصف كليشيه النحاس أيضًا القرى ذات الحقول الناعمة التي ينمو فيها الأرز الممتاز، والرقص، والموسيقى في البنغال القديمة والسيدات المزينات بالزهور النضرة. تشير كليشيه نحاس إديلبور لكيشافا سينا أن الملك قدم منحة لصالح نيتيباثاكا اسفاراديفا سارمان لداخل سوبها فارشا.
ديوبارا براشاستي هي نقش حجري يمجد ملوك سينا، وخاصةً فيجايا سينا، من تأليف شاعر البلاط أوماباتي دارا.